# 江戸秩父道
江戸秩父道（えどちちぶみち）は、江戸と秩父大宮郷を結ぶ街道である。秩父街道、吾野通とも称した。

## 経路
江戸と秩父を結ぶ道は、熊谷を経由する約二十八里の秩父往還（別称 熊谷通）、川越を経由する約二十四里の川越秩父道（川越通）と、この江戸秩父道があった。
江戸を出て、内藤新宿で甲州街道と別れ、田無宿（2024年現在の西東京市）で青梅街道と別れたのち、久米宿（所沢市久米）、扇町屋（入間市）、坂石町分（吾野宿とも。飯能市）、芦ヶ久保（横瀬町）を経て秩父大宮郷に至る約二十二里の道のりで、坂石町分と芦ヶ久保の間で正丸峠を越える必要があるものの、他の2経路と比べると最短経路であった。秩父では秩父往還と接続し、甲州方面へも通じていた。

## 歴史
天明年間には年53000疋が生産された秩父絹を江戸へと運ぶ、「絹の道」として活用された。秩父に絹専門の輸送業者ができたのは安永年間で、馬に絹を入れた行李を積み、坂石町分の問屋が次の問屋に継ぎ送る方法が採られた。
秩父札所三十四観音霊場の巡礼の道としても利用された。飯能の子の権現 天龍寺でお参りをし、横瀬村にある8番札所の西善寺から巡礼を始めることが多かったようである。

## 現代
国道463号（旧 埼玉県道所沢入間線）や国道299号の各一部に相当する。1982年（昭和57年）には、全長1,918mの国道299号正丸トンネルが開通し、約30分を要していた峠越えが5分ほどに短縮された。。鉄道路線では、田無駅付近の西武新宿線、所沢市内から吾野駅までの西武池袋線と、1969年に開通した西武秩父線が概ね江戸秩父道に沿った経路をたどる。
西武池袋線と秩父線の境になる吾野駅近くの坂石町分地区は吾野宿とも称し、馬継ぎの宿場として三町（約330m）にわたり町家や商家が立ち並ぶ。その景観は、2011年に埼玉県の「歴史のみち景観モデル地区」に選定された。

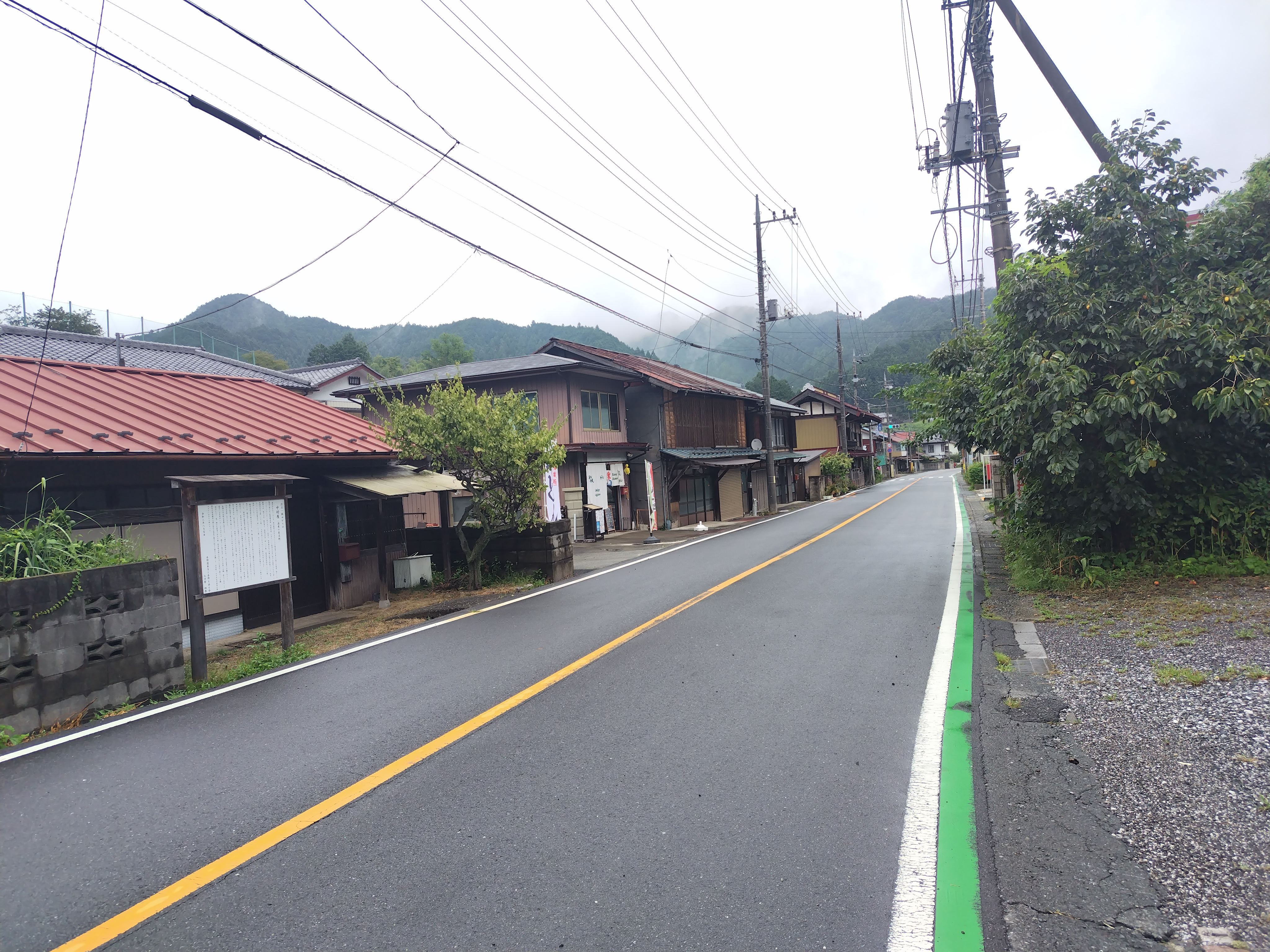
坂石町分（吾野宿）の街並み
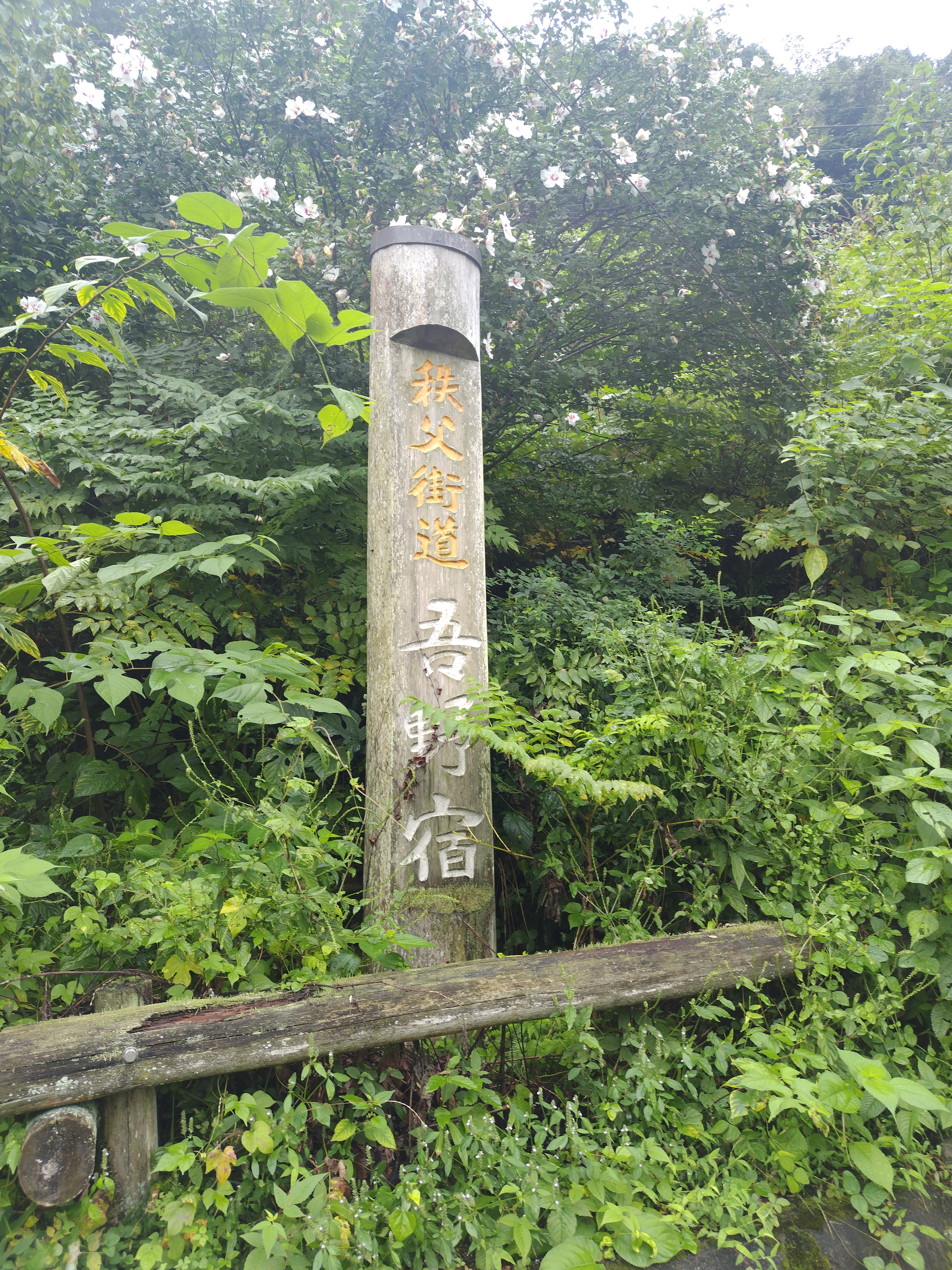
秩父街道吾野宿の木碑